# مركب كيو آر إس (رسم قلب)

رسم القلب

المركب كيو آر إس هو مركب يجمع بين ثلاثة من الانحرافات الرسومية التي تُرى في رسم القلب النموذجي. وعادة ما يكون الجزء المركزي والأكثر وضوحا بصريا، ويقابل حالة زوال الاستقطاب من البطين الأيمن والأيسر للقلب. في البالغين، عادة ما يصل المركب  0.06-0.10 ثانية؛ في الأطفال وأثناء النشاط البدني، قد يكون أقصر. تحدث موجات كيو و آر و إس في تتابع سريع، ولا تظهر كلها في جميع الأقطاب، وتعكس حدث واحد، وبالتالي يُمكن اعتبارها عادة معا. موجة كيو هي أي انحراف للأسفل بعد موجة بي. موجة آر تتبعها كانحراف للأعلى، وموجة إس هي أي انحراف للأسفل بعد الموجة آر.